# HD 181720 b
HD 181720 b — экзопланета, которая обращается вокруг жёлтого карлика HD 181720 спектрального класса G1 V на расстоянии примерно 190 световых лет от Солнечной системы в созвездии Стрельца. Открытие было совершено с помощью спектрографа HARPS 19 октября 2009 года. Тогда же было открыто ещё 29 экзопланет.

## Характеристики системы
Экзопланета представляет собой газовый гигант с минимальной массой (m sin i, где i — угол между лучом зрения и осью планетной орбиты) около 0,37 массы Юпитера (120 масс Земли). Он обращается вокруг родительской звезды на среднем расстоянии около 1,78 а. е. и совершает полный оборот за 956±14 земных суток. Из-за вытянутой орбиты (эксцентриситет 0,26) её расстояние от звезды меняется от 1,32 а. е. в перицентре до 2,24 а. е. в апоцентре. Это приводит к тому, что планета периодически попадает в обитаемую зону, которая расположена на расстоянии около 1,37 а. е. от HD 181720.
Родительская звезда — HD 181720 — является жёлтым карликом спектрального класса G1 V с видимой звёздной величиной 7,86m. Она ярче нашего дневного светила почти в 2 раза, но её масса не превышает 92 % от солнечной. Температура поверхности звезды составляет 5781±18 K.
По данным астрометрии, действительная масса объекта может быть от 6 до 218 масс Юпитера, а наклонение орбиты планеты составляет 0,1-3,4 градуса.